# Elecciones federales de Suiza de 1959

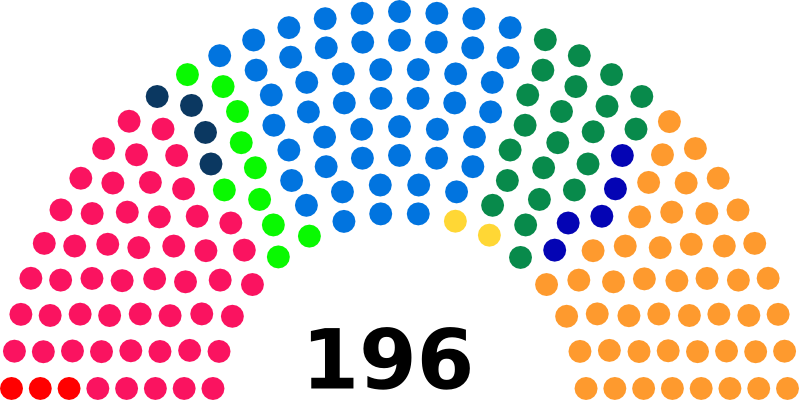
Escaños por partido.

Las elecciones federales de Suiza se realizaron el 25 de octubre de 1959. El Partido Socialista Suizo y el Partido Radical Democrático Suizo se posicionaron como los partidos políticos más grandes del Consejo Nacional, obteniendo cada uno 51 de los 196 escaños.

## Resultados

### Consejo Nacional
| Partido                                                    | Votos     | %    | Escaños | +/– |
| ---------------------------------------------------------- | --------- | ---- | ------- | --- |
| Partido Socialista Suizo                                   | 259 139   | 26.4 | 51      | –2  |
| Partido Radical Democrático Suizo                          | 232 557   | 23.7 | 51      | +1  |
| Partido Demócrata Cristiano                                | 229 088   | 23.3 | 47      | 0   |
| Partido de los Agricultores, Comerciantes e Independientes | 113 611   | 11.6 | 23      | +1  |
| Alianza de los Independientes                              | 54 049    | 5.5  | 10      | 0   |
| Partido Suizo del Trabajo                                  | 26 346    | 2.7  | 3       | –1  |
| Partido Democrático Liberal                                | 22 934    | 2.3  | 5       | 0   |
| Grupo Sociopolítico                                        | 21 170    | 2.2  | 4       | 0   |
| Partido Popular Evangélico                                 | 14 038    | 1.4  | 2       | +1  |
| Otros partidos                                             | 9438      | 1.0  | 0       | –   |
| Votos en blanco/nulos                                      | 26 193    | –    | –       | –   |
| Total                                                      | 1 008 563 | 100  | 196     | 0   |
| Participación electoral                                    | 1 473 155 | 68.5 | –       | –   |
| Fuente: Nohlen & Stöver                                    |           |      |         |     |

### Consejo de los Estados
En varios cantones, los miembros del Consejo de los Estados fueron elegidos por los parlamentarios cantonales.
| Partido                                                    | Escaños | +/– |
| ---------------------------------------------------------- | ------- | --- |
| Partido Demócrata Cristiano                                | 17      | 0   |
| Partido Radical Democrático Suizo                          | 13      | +1  |
| Partido Socialista Suizo                                   | 4       | –1  |
| Partido de los Agricultores, Comerciantes e Independientes | 3       | 0   |
| Partido Democrático Liberal                                | 3       | 0   |
| Grupo Sociopolítico                                        | 1       | –1  |
| Otros partidos                                             | 3       | +1  |
| Total                                                      | 44      | 0   |
| Fuente: Nohlen & Stöver                                    |         |     |